# Syzygium euonymifolium
Syzygium euonymifolium là một loài thực vật có hoa trong Họ Đào kim nương. Loài này được (F.P.Metcalf) Merr. & L.M.Perry miêu tả khoa học đầu tiên năm 1938.